# Григоровка (Новоукраинский район)
Григоровка (укр. Григорівка) — село в Анновской сельской общине Новоукраинского района Кировоградской области Украины.
Население по переписи 2001 года составляло 544 человека. Телефонный код — 5251. Код КОАТУУ — 3524080701.